# Gabriella Pescucci
Gabriella Pescucci (Rosignano Solvay, Toscana, 1941) é uma figurinista italiana.
Iniciou sua carreira em 1967 no filme I sette fratelli Cervi, de Gianni Puccini. Premiada em 1994 com o Óscar por seu figurino em The Age of Innocence de Martin Scorsese. Foi indicada ao prêmio outras duas vezes: em 1989 por The Adventures of Baron Munchausen e em 2006 por Charlie and the Chocolate Factory.
Premiada também com o BAFTA em 1985 por Once Upon a Time in America e em 1989 pelo citado The Adventures of Baron Munchausen.

## Filmografia parcial
- 2011 - The Borgias
- 2009 - Ágora
- 2007 - Beowulf
- 2005 - Os Irmãos Grimm
- 2005 - Charlie and the Chocolate Factory
- 2004 - Van Helsing
- 1999 - Le temps retrouvé
- 1999 - A Midsummer Night's Dream
- 1998 - Dangerous Beauty
- 1995 - The Scarlet Letter
- 1993 - The Age of Innocence
- 1992 - Indochina
- 1989 - Che ora è?
- 1989 - Splendor
- 1988 - The Adventures of Baron Munchausen
- 1986 - O Nome da Rosa
- 1984 - Once Upon a Time in America
- 1982 - La nuit de Varennes
- 1980 - La città delle donne
- 1978 - Prova d'orchestra